# Milwaukee Hawks 1952-1953
La stagione 1952-53 dei Milwaukee Hawks fu la 4ª nella NBA per la franchigia.
I Milwaukee Hawks arrivarono quinti nella Western Division con un record di 27-44, non qualificandosi per i play-off.

## Roster
| N°    | Naz.                   | Ruolo | Sportivo          | Anno | Alt. | Peso |
| ----- | ---------------------- | ----- | ----------------- | ---- | ---- | ---- |
|       | Stati Uniti (bandiera) | GA    | Don Boven         | 1925 | 193  | 95   |
|       | Stati Uniti (bandiera) | G     | Jim Brasco        | 1931 | 185  | 77   |
|       | Stati Uniti (bandiera) | G     | George Feigenbaum | 1928 | 185  | 84   |
|       | Stati Uniti (bandiera) | G     | Bucky McConnell   | 1928 | 178  | 77   |
|       | Stati Uniti (bandiera) | C     | Eddie Miller      | 1931 | 203  | 102  |
|       | Stati Uniti (bandiera) | A     | Mike O'Neill      | 1928 | 191  | 95   |
|       | Stati Uniti (bandiera) | A     | Mark Workman      | 1930 | 206  | 98   |
| 3     | Stati Uniti (bandiera) | GA    | Andrew Levane     | 1920 | 188  | 86   |
| 3     | Stati Uniti (bandiera) | AC    | Stan Miasek       | 1924 | 196  | 95   |
| 3     | Stati Uniti (bandiera) | G     | John O'Boyle      | 1928 | 188  | 84   |
| 4-12  | Stati Uniti (bandiera) | G     | Al Masino         | 1928 | 178  | 79   |
| 5     | Stati Uniti (bandiera) | AC    | Jack Nichols      | 1926 | 201  | 101  |
| 6     | Stati Uniti (bandiera) | GA    | Johnny Payak      | 1926 | 193  | 79   |
| 7     | Stati Uniti (bandiera) | GA    | Dillard Crocker   | 1925 | 193  | 93   |
| 8     | Stati Uniti (bandiera) | GA    | Dave Minor        | 1922 | 188  | 84   |
| 9     | Stati Uniti (bandiera) | AC    | Mel Hutchins      | 1928 | 198  | 91   |
| 10    | Stati Uniti (bandiera) | GA    | Bill Calhoun      | 1927 | 191  | 82   |
| 10    | Stati Uniti (bandiera) | C     | Pete Darcey       | 1930 | 201  | 98   |
| 10-13 | Stati Uniti (bandiera) | AC    | George Ratkovicz  | 1922 | 198  | 100  |
| 14    | Stati Uniti (bandiera) | C     | Don Otten         | 1921 | 208  | 109  |

## Staff tecnico
- Allenatore: Andrew Levane